# No Controles (Dj Lhasa)
No Controles è un singolo dell'anno 2004 del dj Maurizio Braccagni (in arte DJ Lhasa), cover dell'omonimo brano del 1983.

## Tracce
1. No Controles (Ma.Bra. Edit Mix)
2. Baby Let's Get Wet (Ma.Bra. Edit Mix)
3. No Controles (Extended Mix)
4. Baby Let's Get Wet (Extended Mix)
5. DJ Lhasa Free Samples #3